# Pierre Rigoni
Pour les articles homonymes, voir Rigoni.
Pierre Rigoni, né le 13 juillet 1948 à Wittelsheim (Haut-Rhin), est un footballeur professionnel français, évoluant au poste de gardien de but . 

## Biographie
Pierre Rigoni commence sa carrière de footballeur au FC Rouen en 1966, où il dispute ses premiers matchs de Division 1 à 18 ans. Mesurant 1,78 m, il joue au poste de gardien de but. Il a la particularité de jouer encore mains nues quand le temps le permet. 
Pendant l'été 1967, il joue deux matchs de la première Coupe Intertoto. Il devient titulaire à Rouen à partir de 1968. Le club normand termine cette saison-ci à la 4e place du championnat et se qualifie pour la Coupe des villes de foires 1969-1970, dont il passe les deux premiers tours face au FC Twente et Charleroi. Rigoni brille particulièrement lors du 3e tour face aux Anglais d'Arsenal, qui ne parviennent à inscrire un but qu'à la toute fin du match retour,,. Il est par la suite question d'un transfert dans le club anglais.
En fin de saison, Rouen abandonne le professionnalisme, et Rigoni rejoint finalement les Girondins de Bordeaux. Ancien international espoirs, il est présélectionné en équipe de France pour un stage en juillet 1970. Il est à Bordeaux le titulaire pendant quatre saisons, en D1. En 1974, devenu remplaçant, il rejoint l'US Toulouse, en Division 2,, où il joue encore trois saisons comme titulaire. 
Il arrête en 1977 sa carrière de joueur professionnel, à 29 ans. Il entame une reconversion professionnelle et rejoint le club amateur de Pavilly, près de Rouen, qui évolue alors en Division d'honneur.

## Carrière de joueur
Il dispute plus de 190 matchs en 8 saisons en Division 1, à Rouen puis à Bordeaux.
| Saison                | Club                  | Championnat           | Championnat | Championnat | Coupe(s) nationale(s) | Coupe(s) nationale(s) | Compétition(s) continentale(s) | Compétition(s) continentale(s) | Compétition(s) continentale(s) | Total | Total |
| Saison                | Club                  | Division              | M.          | B.          | M.                    | B.                    | Comp.                          | M.                             | B.                             | M.    | B.    |
| 1966-1967             | FC Rouen              | D1                    | 12          | 0           | -                     | -                     | -                              | -                              | -                              | 12    | 0     |
| 1967-1968             | FC Rouen              | D1                    | 5           | 0           | -                     | -                     | CI                             | 2                              | 0                              | 7     | 0     |
| 1968-1969             | FC Rouen              | D1                    | 26          | 0           | 1                     | 0                     | -                              | -                              | -                              | 27    | 0     |
| 1969-1970             | FC Rouen              | D1                    | 30          | 0           | 1                     | 0                     | CVF                            | 6                              | 0                              | 37    | 0     |
| 1970-1971             | Girondins de Bordeaux | D1                    | 22          | 0           | 5                     | 0                     | -                              | -                              | -                              | 27    | 0     |
| 1971-1972             | Girondins de Bordeaux | D1                    | 28          | 0           | 1                     | 0                     | -                              | -                              | -                              | 29    | 0     |
| 1972-1973             | Girondins de Bordeaux | D1                    | 36          | 0           | 2                     | 0                     | -                              | -                              | -                              | 38    | 0     |
| 1973-1974             | Girondins de Bordeaux | D1                    | 33          | 0           | 2                     | 0                     | -                              | -                              | -                              | 35    | 0     |
| 1974-1975             | US Toulouse           | D2                    | 23          | 0           | 1                     | 0                     | -                              | -                              | -                              | 24    | 0     |
| 1975-1976             | US Toulouse           | D2                    | 32          | 0           | 3                     | 0                     | -                              | -                              | -                              | 35    | 0     |
| 1976-1977             | US Toulouse           | D2                    | 29          | 0           | -                     | -                     | -                              | -                              | -                              | 29    | 0     |
| Total sur la carrière | Total sur la carrière | Total sur la carrière | 276         | 0           | 16                    | 0                     | -                              | 8                              | 0                              | 300   | 0     |

## Sources
- Les cahiers de l'Equipe football 71